# Элерц-Усов, Александр Васильевич
Александр Васильевич Элерц-Усов (1875, Рига — 1920, Иркутск) — российский военачальник, генерал-майор, участник Первой мировой и Гражданской войн.

## Биография
Уроженец Лифляндской губернии, получил домашнее образование, православный. В службу вступил 28 февраля 1896 вольноопределяющимся в 1-й Восточно-Сибирский стрелковый батальон. Окончил Иркутское пехотное юнкерское училище в 1899. Участник китайской кампании 1900-1901, а также русско-японской войны 1904-1905. Переведён в 27-й Сибирский стрелковый полк 2 сентября 1909.
Участник Первой мировой войны. Ранен в бою у деревни Юрудика 18 сентября 1914, по излечении вернулся в строй 25 ноября того же года. Командовал ротой, батальоном. Состоял в распоряжении начальника штаба 31-го армейского корпуса генерала Н. Н. Распопова с 21 июня 1915. Контужен в бою у деревни Шиловичи 7 сентября 1915. Начальник хозяйственной части штаба корпуса с 1 декабря 1915. Временный командир 28-го Сибирского стрелкового полка с 1 июля до 26 августа 1916. Командир 522-го пехотного полка с 12 ноября 1916; с 29 декабря 1916 полк переименован в 58-й Сибирский стрелковый полк. Зачислен в резерв чинов при штабе Минского военного округа с 15 июля 1917. 5 октября 1917 подал прошение об увольнении в отставку.
По возвращении в Иркутск возглавил подпольную антибольшевистскую организацию, которая в ночь с 13 на 14 июня 1918 сделала неудачную попытку захвата власти в Иркутске. После перехода Иркутска под контроль антибольшевистских сил 11 июля 1918 командующий войсками Иркутского военного округа с 17 июля 1918. Отданный им приказ о мобилизации (что относилось к компетенции Временного Сибирского правительства послужил поводом для обвинения его в превышении власти и разбирательству, прекращённому приказом А. В. Колчака только летом 1919. Командир 4-го Восточно-Сибирского армейского корпуса с 10 сентября 1918. 29 января 1919 по обвинению в бездеятельности (к зимним морозам войска оказались не снабжены тёплой одеждой) приказом командующего войсками Иркутского военного округа генерала В. И. Волкова был снят с должности с зачислением в резерв чинов при штабе округа. Начальник военно-административного управления района Южной армии с 12 июня 1919. Командир 5-го Стерлитамакского армейского корпуса с 23 июня 1919. В сентябре 1919 сменил генерала П. А. Белова на посту командующего Южной армией. Однако предотвратить развал армии не удалось и её дальнейшая реорганизация была поручена генералу А. И. Дутову, а он сам был 7 ноября 1919 зачислен в резерв чинов при штабе Иркутского военного округа и возвратился в Иркутск.
После занятия Иркутска РККА арестован и 21 февраля 1920 заключён в тюрьму. Решением военно-революционного трибунала 5-й армии приговорён к расстрелу как сознательный враг советской власти, расстрелян 9 сентября 1920.

## Чины
- подпоручик (старшинство 13 апреля 1900);
- поручик (производство 8 февраля 1905, старшинство 13  апреля 1904, за отличие);
- штабс-капитан (производство 30 июня 1905, старшинство 26 февраля 1905, за боевые отличия);
- капитан (производство 13 мая 1909, старшинство 26 февраля 1909);
- подполковник (производство 27 января 1915, старшинство 31 августа 1914);
- полковник (производство 21 мая 1916, старшинство 7 сентября 1915);
- генерал-майор (август 1918);

## Награды
- орден святой Анны 4-й степени (15.06.1901);
- орден святого Станислава 3-й степени с мечами и бантом (1902);
- орден святой Анны 3-й степени с мечами и бантом (07.02.1903);
- орден святого Станислава 2-й степени (10.06.1904);
- орден святой Анны 2-й степени с мечами (01.08.1904);
- орден святого Владимира 4-й степени с мечами и бантом (17.01.1905);
- Георгиевское оружие (ВП 28.04.1915);
- Высочайшее благоволение (ВП 08.01.1916, за отличия в делах...).